# Heinrich-Heine-Denkmal (Frankfurt am Main)

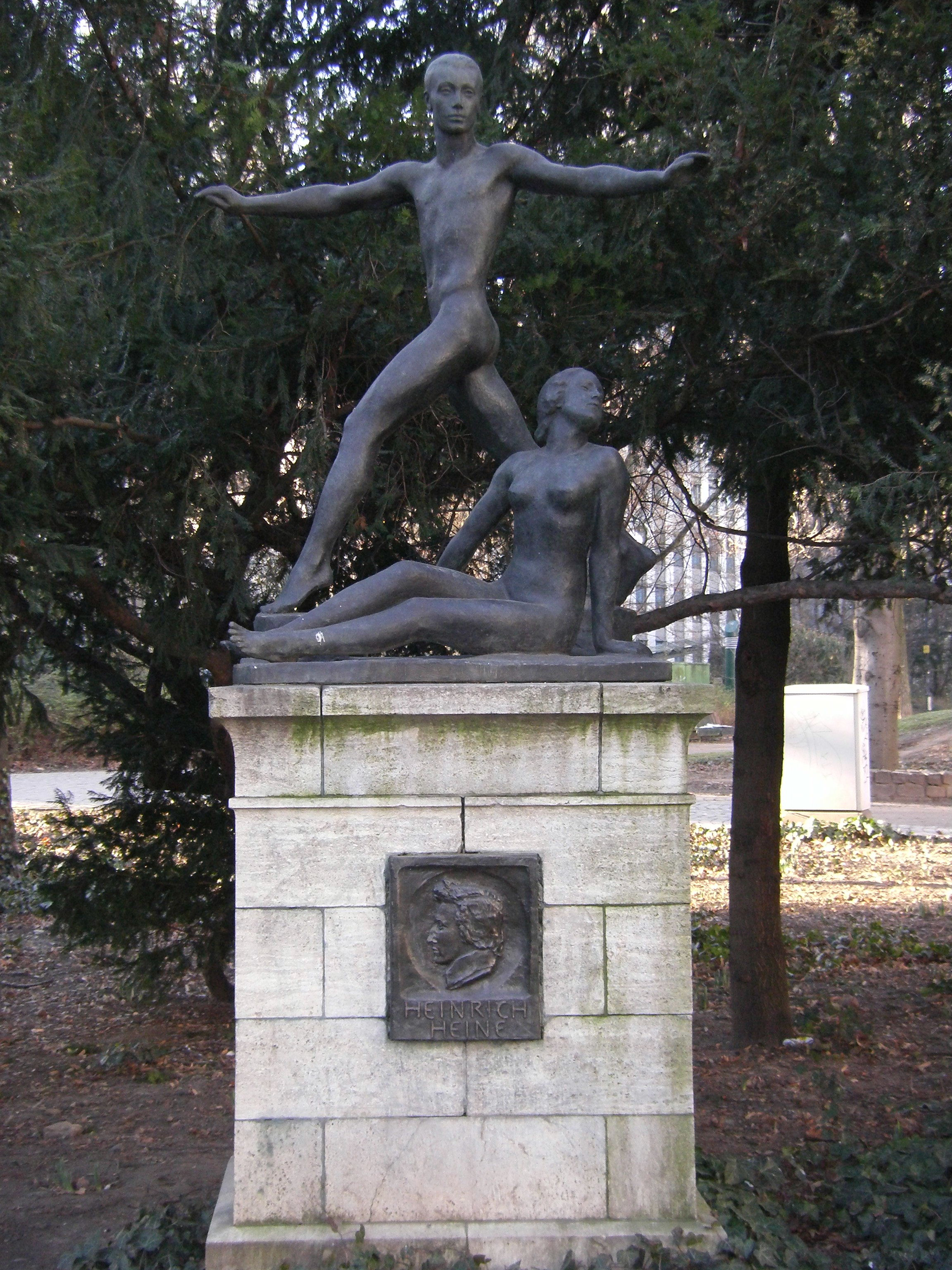
Das Heine-Denkmal in der Taunusanlage von Frankfurt am Main, wo es von 1947 bis 2023 stand.

Das Heinrich-Heine-Denkmal in den Wallanlagen von Frankfurt am Main aus dem Jahr 1913 ist das erste und einzige repräsentative Monument für den 1856 verstorbenen Dichter Heinrich Heine in Deutschland, das mithilfe der öffentlichen Hand errichtet wurde und sowohl den Terror der NS-Zeit als auch den Zweiten Weltkrieg weitgehend unbeschadet überstand.
Die von dem Bildhauer Georg Kolbe geschaffene Bronzeplastik eines weit ausschreitenden jungen Mannes und einer zu seinen Füßen sitzenden jungen Frau ist eine Allegorie auf die Jugendlichkeit und Leichtigkeit der Heineschen Lyrik. Die Figurengruppe, ein typisches Werk des Jugendstils, steht auf einem Sockel aus Muschelkalkstein, an dem ein ebenfalls von Kolbe gestaltetes Bronzerelief mit dem Profilbild und dem Namen des Dichters angebracht ist.

## Geschichte

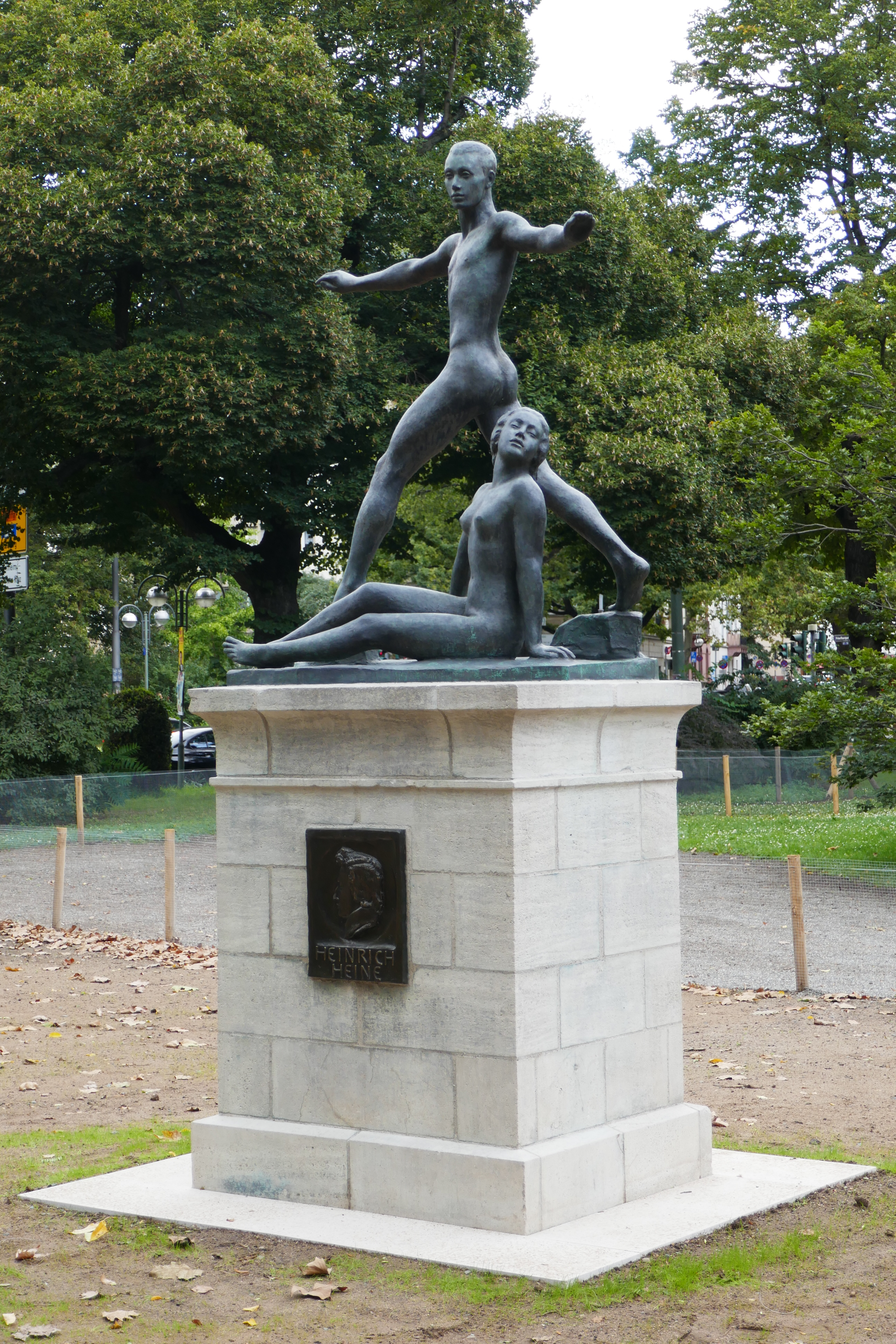
Das Denkmal an seinem ursprünglichen und seit 2023 neuerlichen Standort in der Friedberger Anlage.

Wie alle Heine-Denkmäler in Deutschland wurde auch die Frankfurter Plastik 1933 von den Nationalsozialisten gestürzt. Der Frankfurter Schriftsteller Valentin Senger, der  zufällig Augenzeuge der Szene wurde, beschrieb sie später in seinem autobiographischen Roman „Kaiserhofstraße 12“. Bei dem vandalistischen Akt wurde die ursprüngliche Bildnisplakette zerstört, die Figurengruppe konnte dagegen geborgen werden. Nach ihrer Restaurierung wurde sie 1934 im Garten des Städel-Museums  aufgestellt. Um sie vor erneuten Übergriffen zu schützen, erhielt sie die unverfängliche Bezeichnung „Frühlingslied“. Die Bronzeplastik blieb während der Zeit des Nationalsozialismus auch deshalb unangetastet, weil es eine Allegorie und nicht den bei Nationalisten und Nationalsozialisten verhassten Dichter selbst darstellte und weil Kolbe als Künstler weiter anerkannt blieb. Während des Krieges wurde die Figurengruppe im Keller des Städel eingelagert. Bei einem Bombenangriff wurde es verschüttet, blieb aber völlig unbeschädigt.
Im Jahr 1947 wurde das Denkmal in der Taunusanlage  auf einem neuen Sockel wiedererrichtet. Georg Kolbe erklärte sich bereit, eine neue Plakette zu schaffen, um das 1933 vernichtete Original zu ersetzen sollte. Das heutige Profilbild Heines ist das letzte vollendete Werk des 1947 verstorbenen Kolbe.
Im September 2023 wurde das Denkmal wieder in die Nähe seines ursprünglichen Aufstellungsorts in der Friedberger Anlage versetzt.